# 长梗树萝卜
长梗树萝卜（学名：Agapetes oblonga var. longipes）为杜鹃花科树萝卜属下的一个变种。

## 扩展阅读
- 維基物種上的相關：长梗树萝卜